# Aurícula primitiva

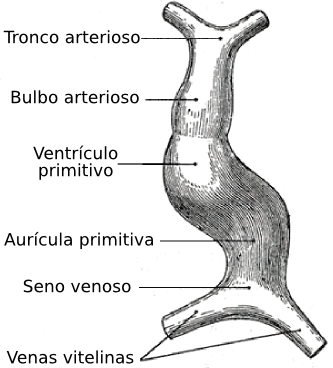
El corazón embrionario toma forma de S, la porción media es el ventrículo primitivo, parte integral del desarrollo del ventrículo derecho.

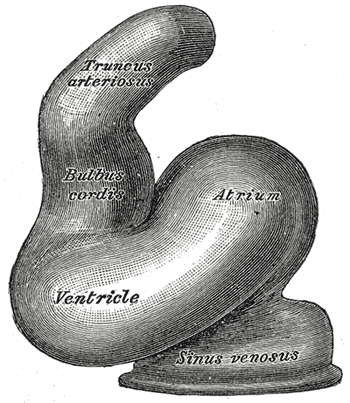
Corazón de embrión humano de unos catorce días.

La aurícula primitiva es una región del primitivo corazón fetal que aparece al final de la tercera semana del desarrollo del corazón humano y animal. La aurícula primitiva forma la mayor parte de las aurículas cardíacas. La aurícula primitiva se encuentra conectada al ventrículo primitivo por medio del orificio auriculoventricular. La aurícula primitiva actúa como el marcapasos temporal del corazón.  La aurícula primitiva comienza a dividirse a finales de la cuarta semana en una aurícula derecha y una aurícula izquierda mediante la fusión de dos tabiques: el septum primum y el septum secundum. El septum primum divide las aurículas en mitades derecha e izquierda. Por su parte, el septum secundum inmediatamente a la derecha de la anterior y de manera incompleta, dejando un agujero: el foramen o agujero oval.

## Ubicación
En el comienzo de su fase embrionaria el corazón no es más que un tubo recto dispuesto libremente en el interior de la cavidad pericárdica del feto. El ventrículo primitivo aparece como una sección en el tercio más caudal (que formará la parte más inferior del corazón).
El bulbo arterioso y la porción del ventrículo primitivo que le continúa crecen más rápidamente que las otras regiones del corazón embrionario, de manera que el corazón se dobla sobre sí mismo en forma de S y la aurícula primitiva se ubica hacia atrás y arriba del ventrículo primitivo.